# Trigonoptera paravittata
Trigonoptera paravittata là một loài bọ cánh cứng trong họ Cerambycidae.